# Helictopleurus fulgens
Helictopleurus fulgens är en skalbaggsart som beskrevs av D'orbigny 1915. Helictopleurus fulgens ingår i släktet Helictopleurus och familjen bladhorningar. Utöver nominatformen finns också underarten H. f. purpuricollis.